# Lisanne Sweere
Lisanne Sweere (Eindhoven, 14 november 1994) is een Nederlandse actrice en regisseuse.
Ze maakte haar filmdebuut in Zomer van regisseur Colette Bothof met onder andere Sigrid ten Napel en Martijn Lakemeier.
Vanaf 2014 kreeg Lisanne een grotere rol in de politieserie Smeris waar ze de rol van Gaby Faassen vertolkte. Verder was ze nog te zien in de serie Beschuldigd waar ze eenmalig te zien was als Bess Tiggelaar.
In 2021 verscheen haar regiedebuut 'Broer', een korte film over de impact van een psychose op een gezin. Sweere schreef ook het scenario.

## Filmografie

### Film
- 2014 - Zomer als Agnes
- 2024 - De Jacht op Meral Ö als baliemedewerkster

### Televisie
- 2013 - Beschuldigd als Bess Tichelaar
- 2014 - Smeris als Gaby Faassen (6 afleveringen)
- 2015 - Dokter Tinus als Chrystel
- 2017 - Goede tijden, slechte tijden als Iris

### Regie
- 2021 - Broer